# VOICE of HEART
『VOICE of HEART』（ヴォイス・オヴ・ハート）は、小野正利の1枚目のオリジナル・アルバム。1992年9月9日にSony Recordsから発売。

## 解説
先行シングル「You're the Only…」「ピュアになれ」を収録。アルバム未収録シングルは2ndシングルの「虹〜ろくでなしBLUES〜」。収録曲の大半は松本一起・佐藤健による。小野の自作曲は4曲収録。

## チャート成績
本作は1992年9月21日付のオリコンチャートにて最高位4位となり、売上枚数は16.3万枚となった。

## 収録曲
1. ピュアになれ
  - 作詞：松本一起　作曲：佐藤健
  - 1枚目のシングル。
2. 声・ロマン
  - 作詞：松本一起　作曲：佐藤健
3. My Venus
  - 作詞・作曲：小野正利
  - シングル「You're the Only…」のカップリング曲。
4. 朝は窓にこぼれて
  - 作詞：松本一起　作曲：佐藤健
  - シングル「ピュアになれ」のカップリング曲。
5. You're the Only…
  - 作詞：小野正利　作曲：柘植由秀
  - 3枚目のシングル。
6. Shining Forever
  - 作詞：松本一起　作曲：佐藤健
  - 2枚目のシングル「虹〜ろくでなしBLUES〜」のカップリング曲。
7. Love and Pain
  - 作詞：松本一起　作曲：佐藤健
8. 八月の夏
  - 作詞：松本一起　作曲：佐藤健
9. Believe Me
  - 作詞：松本一起　作曲：和泉一弥
10. See You Again
  - 作詞：小野正利　作曲：佐藤健
11. Memory
  - 作詞・作曲：小野正利

## アルバム参加ミュージシャン
- 小野正利
  - Vocal
  - Chorus (#1-6.9.10.11)
- 土方隆行
  - Guitars (#1.4.5.10)
  - Arrangement (#10)
- 佐藤健
  - Arrangement (#1.4.7.8)
  - Keyboards (#1)
- 武部聡志：Arrangement (#2)
- 井上鑑：Arrangement (#3.11)
- 浦田恵司：Synthesizer Operator (#1.4)
- 是永巧一
  - Arrangement (#6)
  - Guitars (#2.6)
- 飯田高広、山中雅文：Synthesizer Operator (#2)
- 比山貴咏史、木戸やすひろ：Chorus (#2.5)
- 島村英二：Drums (#3.11)
- 富倉安生：Bass (#3.11)
- 松原正樹：Guitars (#3.7.8.11)
- 角田順：Guitars (#3)
- 湊雅史：Drums (#5.10)
- 岡沢茂：Bass (#5.10)
- 笹路正徳
  - Arrangement (#5)
  - Keyboards (#5.10)
- 松永俊弥：Drums (#6)
- 浅田孟：Bass (#6)
- 片山敦夫：Keyboards (#6)
- 大竹徹夫：Synthesizer Operator (#6)
- 山木秀夫：Drums (#7.8)
- 美久月千晴：Bass (#7.8)
- 大谷和夫：Keyboards (#7.8)
- 山田秀俊：Keyboards (#7)
- 遠山淳：Synthesizer Operator (#7.8)
- 和泉一弥：Arrangement (#9)
- 渡辺等：Bass (#9)
- 増崎孝司：Guitars (#9)
- 笛吹利明：Mandolin & Fretless Guitar (#9)
- 富田素弘：Keyboards (#9)
- Hiroshi Hojo：Synthesizer Operator (#9)
- 今剛：Guitars (#11)
- 土岐英史：Soprano Sax (#11)

他多数